# Gunilla Sandberg
Gunilla Ester Blenda Sandberg, ogift Nordström, född 25 juni 1919 på Kungsholmen i Stockholm, död 7 april 1995 i Stockholm, var en svensk sångtextförfattare. Hon var verksam under pseudonymen Gunilla. 
Hon var dotter till tandläkaren och entomologen Frithiof Nordström och Gerda von Porat samt syster till Birgitta Hylin och brorsdotter till journalisten Ester Blenda Nordström. Gunilla Sandberg var från 1941 gift med sångaren Sven-Olof Sandberg (1905–1974). De fick barnen Mikael (född 1942), Mårten (född 1944), Annika (1946–2005) och Joachim (född 1952).